# 尼泊爾沙鰍
尼泊爾沙鰍又名喜山沙鰍，為輻鰭魚綱鯉形目沙鰍科的其中一種，為熱帶淡水魚，分布於亞洲印度及尼泊爾恆河以及喜馬拉雅山脈的上游流域，作為觀賞魚類的一種，此種與巴基斯坦沙鰍極為相似，被斷定可能是同一種的而分布不同地的族群。

## 特徵與生態
本魚體色為灰色，全身具有數道黑色鍊狀形紋路，尾鰭叉型，尾鰭上下葉及胸鰭具有數道黑色橫向條紋，背鰭、腹鰭及臀鰭具有數道黑色縱項條紋，體長可達15.5公分，棲息在山區丘陵岩石底質溪流底層水域，又於較常出現在河川下游，成魚則較常出現在靠近喜馬拉雅山脈的上游流域。

## 水族養殖
性格溫馴，喜偏弱酸性的水，pH值從6到7.4左右，溫度在24到27°C（75到80°F）的溫度範圍內，可與其他魚類混養，水族箱中可放置遮蔽物供其隱藏，進食時，會發出“咔噠”聲，屬雜食性。

## 扩展阅读
維基物種上的相關：尼泊爾沙鰍